# Trididemnum opacum
Trididemnum opacum is een zakpijpensoort uit de familie van de Didemnidae. De wetenschappelijke naam van de soort is voor het eerst geldig gepubliceerd in 1907 door Ritter.